# パーマー・レイド

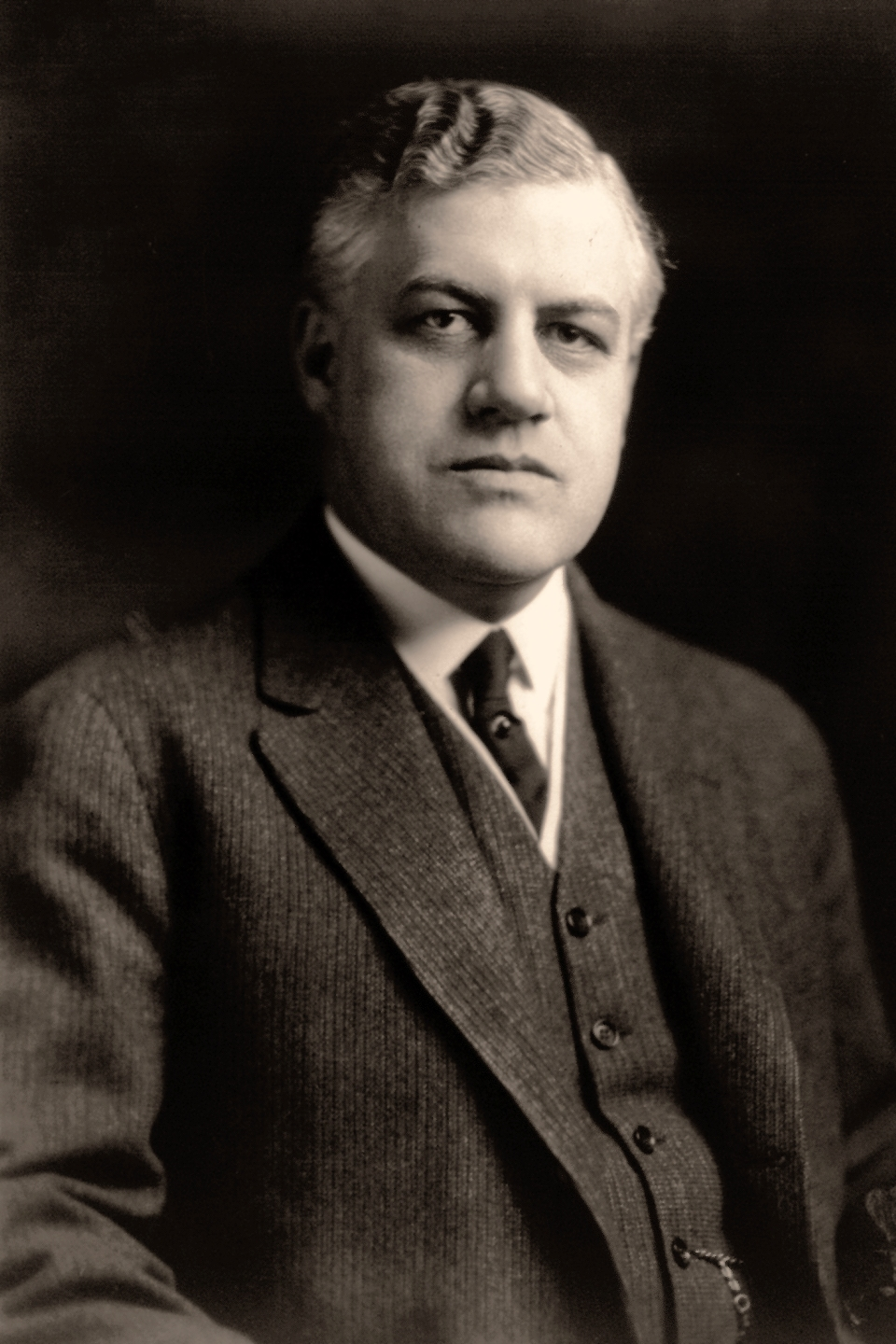
アレクサンダー・ミッチェル・パーマー

パーマー・レイド（Palmer Raids）とは、20世紀初頭にアメリカ合衆国司法省によって行われた左翼狩りのこと。

## 概要
20世紀初頭、アメリカ合衆国は左派の原理主義者、とくにアナキストたちを大量に逮捕し、国外退去させた。司法長官アレキサンダー・ミッチェル・パーマーの指揮のもとレイド（強制捜査、襲撃）が行われたのは1919年11月から1920年1月にかけてだった。500人以上の外国人市民が追放され、その中には有名な左派の指導者が何人もいた。それでもアメリカ労働省の役人たちによって、「レイド」はパーマーが思うようには進まなかった。労働省は国外退去に責任を持ち、パーマーの手法や法的なプロセスの軽視を問題にしていたのだ。パーマー・レイドは「赤の恐怖」というより大きな文脈のなかにあり、この言葉は第一次世界大戦を直前に控えたアメリカ人の恐怖と政治的原理主義への反応を表している。